# Alfabeto samaritano
L'alfabeto samaritano è quello usato dai samaritani dell'epoca biblica per scrivere testi delle lingue ebraica, aramaica-samaritana e araba. Catalogato come alfabeto, di fatto si tratta di disegni grafici abjad, secondo l'espressione internazionale indicante l'alfabeto puramente consonantico come, ad esempio, quelli delle lingue ebraica, aramaica ed altre della famiglia semitica.
L'alfabeto samaritano si estende per 22 grafemi che, come detto, segna soltanto il suono consonantico mentre il parlante vi aggiunge quello vocalico. Inoltre questi segni, come nell'ebraico, servono anche come segni numerici.
L'alfabeto samaritano è una variante dell'alfabeto paleo-ebraico, a sua volta derivato dall'alfabeto fenicio. Un primo alfabeto della lingua ebrea fu abbandonato all'inizio del quinto secolo avanti Cristo e sostituito da quello che ora si legge negli antichi testi e usato per la lingua dei samaritani. Ora, sebbene alquanto variato nei secoli, questo alfabeto permette di risalire al primitivo alfabeto ebraico, quello usato nei primi testi biblici.

## Galleria d'immagini

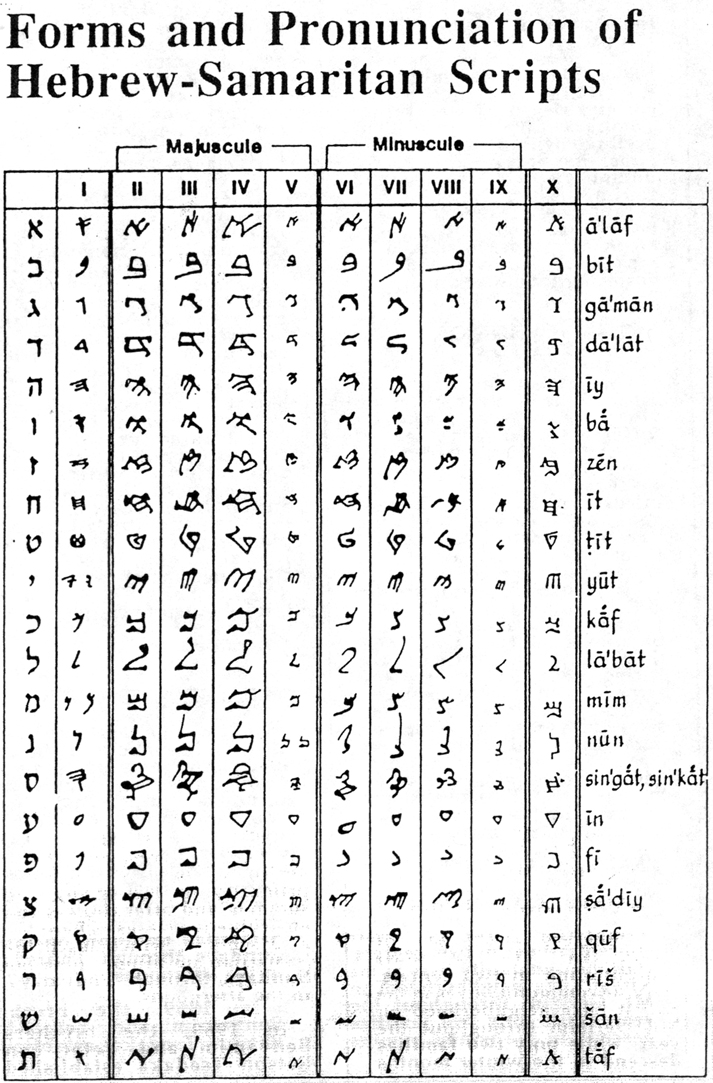
Evoluzione dell'alfabeto samaritano
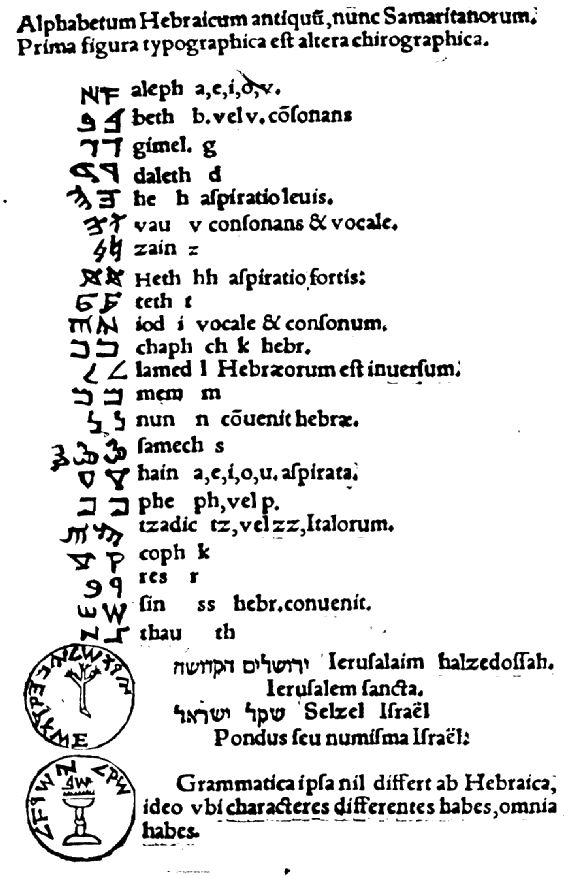
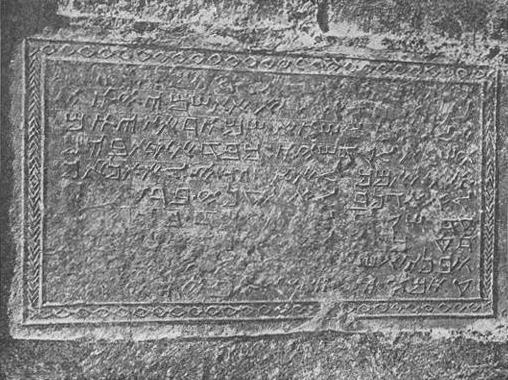
Antica incisione nell'alfabeto della lingua ebraica samaritana (Da una foto ca. 1900 "Palestinian Exploration Fund")
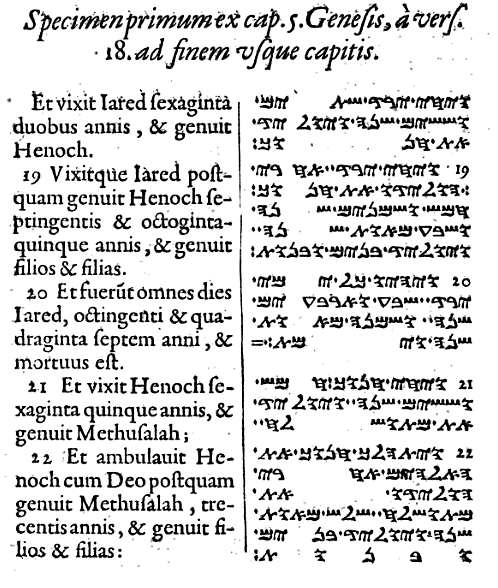
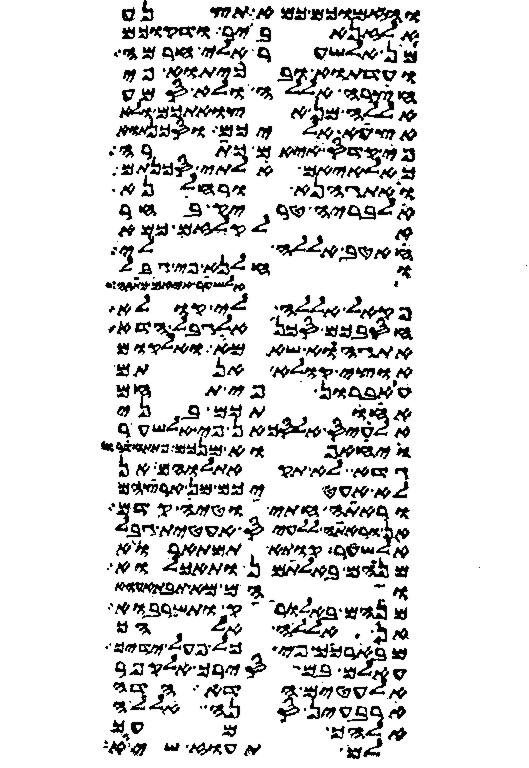
Manoscritto di un Pentateuco samaritano
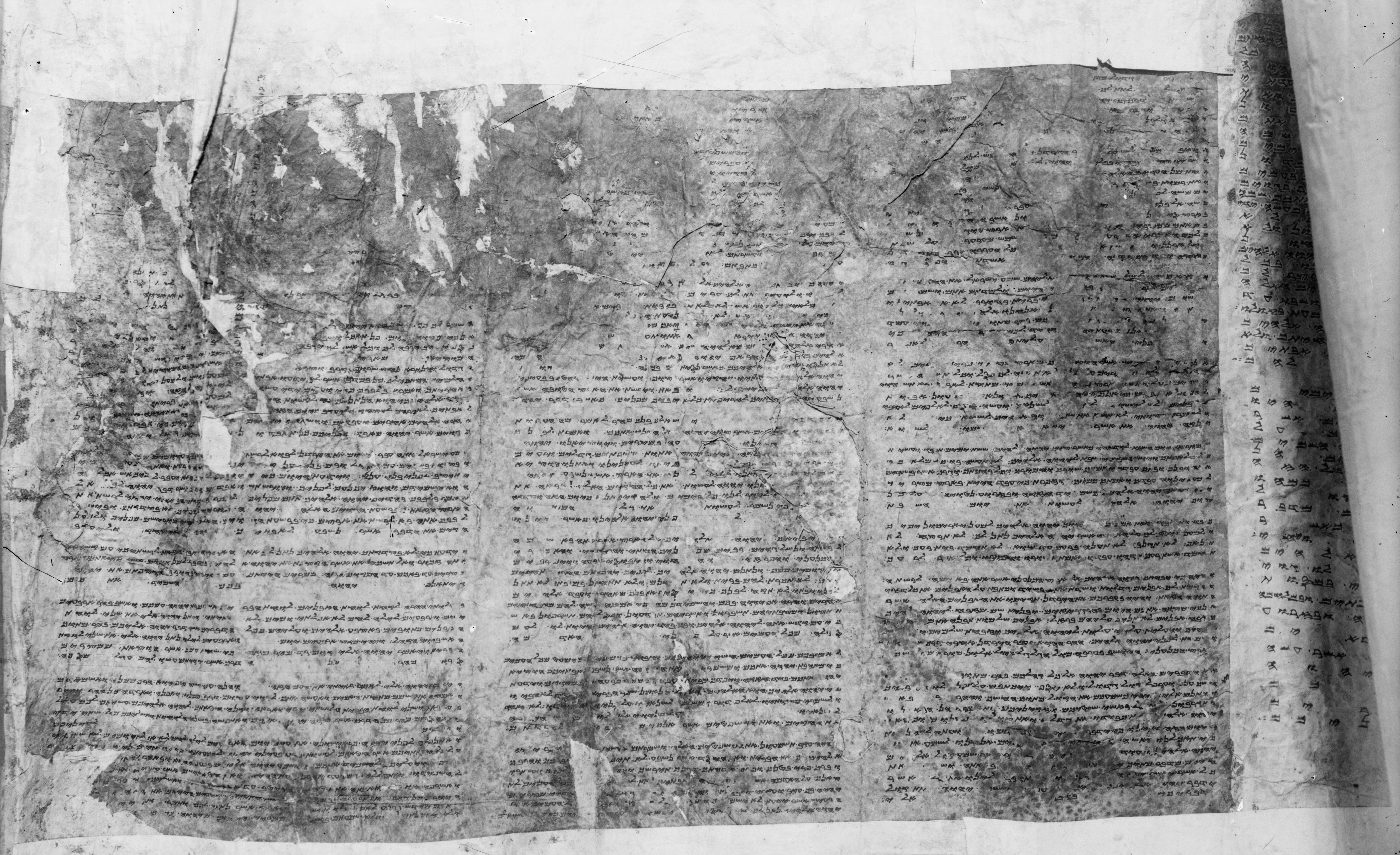
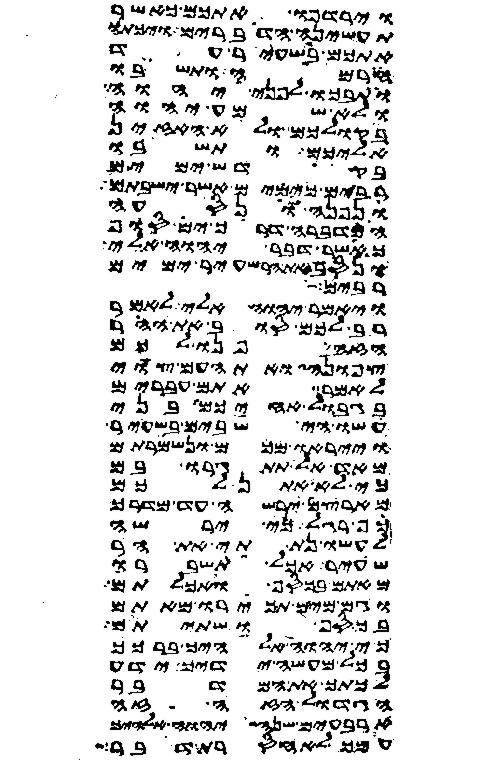
Manoscritto del Pentateuco ebraico samaritano di Nablus (XIII secolo)
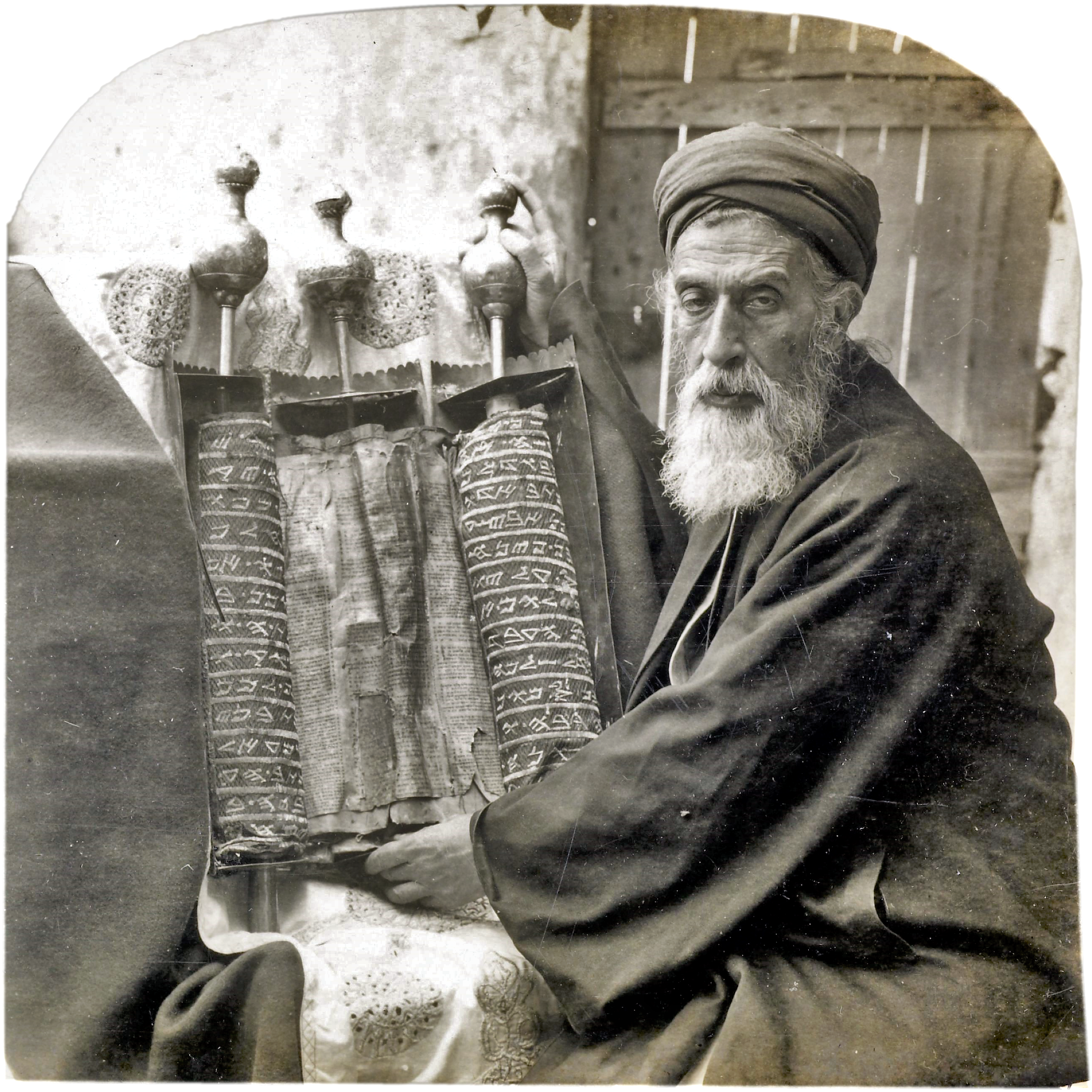
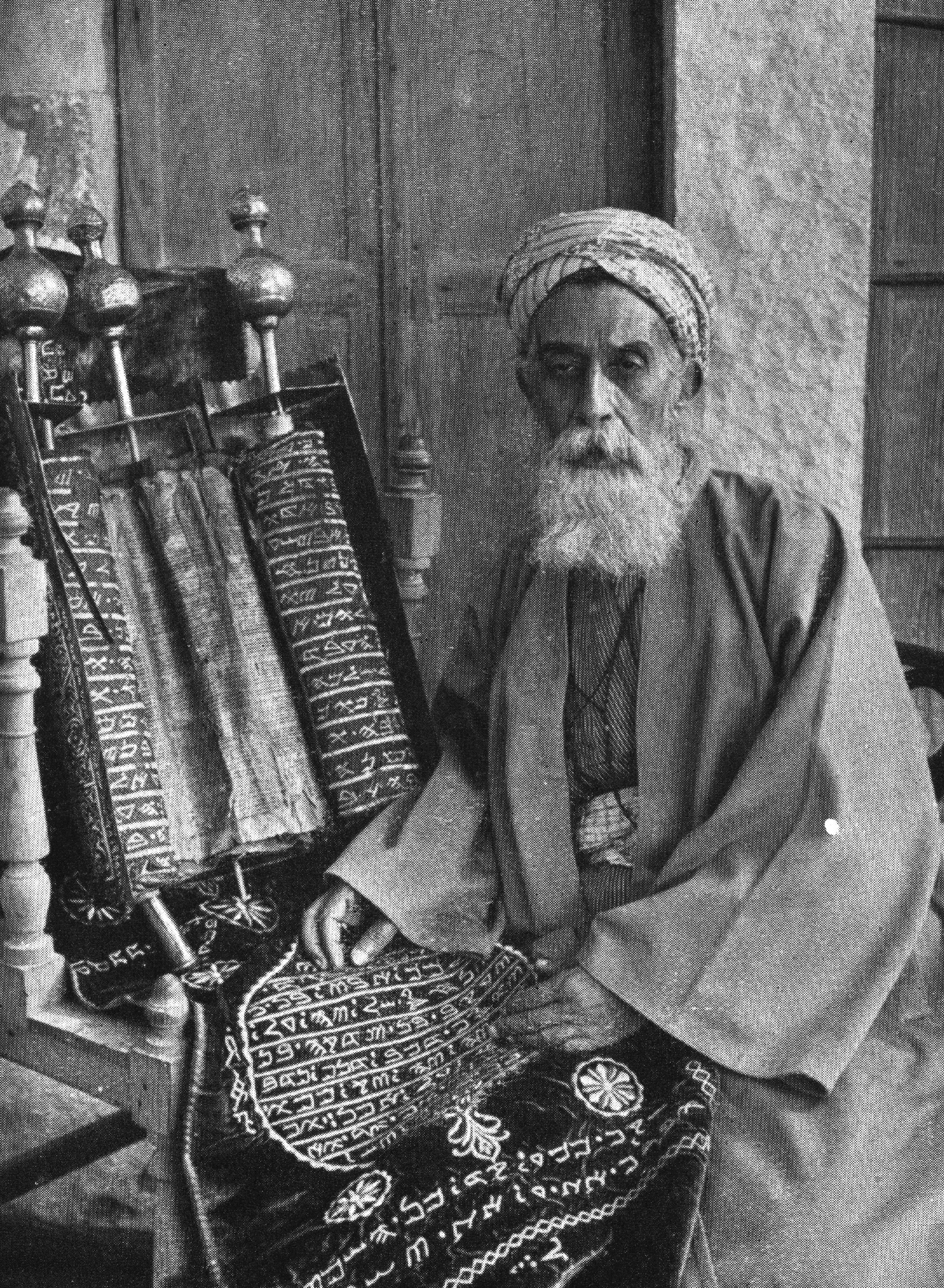
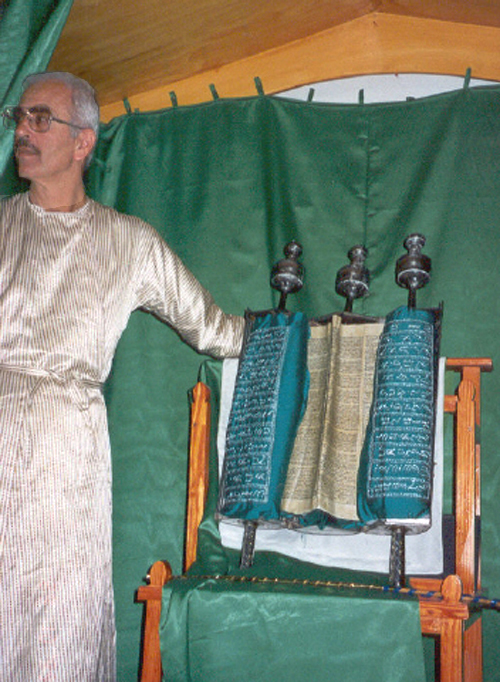